# Passandra sagena
Passandra sagena is een keversoort uit de familie Passandridae. De wetenschappelijke naam van de soort is voor het eerst geldig gepubliceerd in 1963 door Lefkovitch.